# MacKenzie (Vorname)
MacKenzie, auch Mackenzie oder McKenzie, ist ein männlicher und weiblicher Vorname schottisch-irischen Ursprungs. Er bedeutet Sohn des Kenneth.

## Namensträger
- McKenzie Adams (* 1992), US-amerikanische Volleyballspielerin
- Mackenzie Aladjem (* 2001), US-amerikanische Schauspielerin
- Mackenzie Arnold (* 1994), australische Fußballtorhüterin
- Mackenzie Blackwood (* 1996), kanadischer Eishockeytorwart
- Mackenzie Bowell (1823–1917), kanadischer Premierminister
- MacKenzie Boyd-Clowes (* 1991), kanadischer Skispringer
- Mackenzie Crook (* 1971), britischer Schauspieler
- Mackenzie Davis (* 1987), kanadische Schauspielerin
- Mackenzie Foy (* 2000),  US-amerikanische Schauspielerin und Model
- MacKenzie „Mack“ Hansen (* 1998), australisch-irischer Rugby-Union-Spieler
- McKenzie Jacobson (* 1995), US-amerikanische Volleyballspielerin
- Mackenzie King (1874–1950), kanadischer Politiker
- McKenzie Lee (* 1979), britische Pornodarstellerin
- Mackenzie Lintz (* 1996), US-amerikanische Schauspielerin
- Mackenzie Little (* 1996), australische Speerwerferin
- Mackenzie Madison (* 1986), US-amerikanische Triathletin
- Mackenzie McDonald (* 1995), US-amerikanischer Tennisspieler
- Mackenzie Phillips (* 1959), US-amerikanische Schauspielerin
- MacKenzie Porter (* 1990), kanadische Sängerin und Schauspielerin
- Mackenzie Rosman (* 1989), US-amerikanische Schauspielerin
- MacKenzie Scott (* 1970), US-amerikanische Schriftstellerin und Milliardärin
- Mackenzie Brooke Smith (* 2001), US-amerikanische Schauspielerin und Model
- McKenzie Wark (* 1961), australische Autorin, Theoretikerin sowie Medien- und Kulturwissenschaftlerin
- McKenzie Westmore (* 1977), US-amerikanische Film- und Theaterschauspielerin
- Mackenzie Ziegler (* 2004), US-amerikanische Tänzerin, Sängerin, Schauspielerin und Model